# Montmeyan

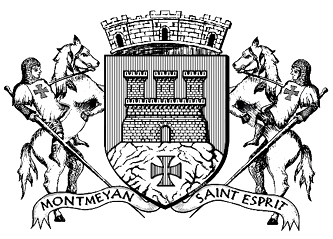
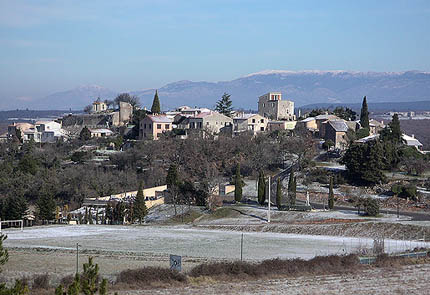
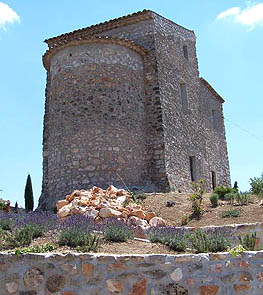

Montmeyan – miejscowość i gmina we Francji, w regionie Prowansja-Alpy-Lazurowe Wybrzeże, w departamencie Var.
Według danych na rok 1990 gminę zamieszkiwało 380 osób, a gęstość zaludnienia wynosiła 10 osób/km² (wśród 963 gmin regionu Prowansja-Alpy-W. Lazurowe Montmeyan plasuje się na 524. miejscu pod względem liczby ludności, natomiast pod względem powierzchni na miejscu 229.).